# 종교적 배타주의
종교적 배타주의(Religious exclusivism) 또는 종교적 배타성은 오직 하나의 특정 종교나 신념 체계만이 참이라는 교리 또는 믿음이다. 이는 종교다원주의와 대조된다.

## 불교
팔정도와 같은 부처의 가르침을 받아들이지 않는 사람은 끝없는 환생을 통한 괴로움의 순환을 반복할 운명에 처해 있다는 점을 지적하여 불교를 배타적인 틀에서 묘사하려는 시도가 있었다. 참도를 실천하는 사람은 깨달음을 얻을 수 있다. 신불교 단체는 때때로 그들의 전통을 깨달음에 이르는 진정한 길로 여기고 어둠 속에 있다고 생각되는 사람들에게 영향을 미치기 위해 강력한 복음주의 노력에 참여한다. 니치렌불교와 관련된 여러 종파가 이 범주에 포함될 수 있다.
그러나 동방 종교의 많은 추종자들은 배타주의자가 아니다. 예를 들어, 자신도 유교나 도교를 따른다고 생각하는 불교도가 수백만 명 있다.

## 기독교
일부 기독교인들은 종교다원주의가 유효하지 않거나 자기모순적인 개념이라고 주장해 왔다. 종교다원주의의 최대 형태는 모든 종교가 동등하게 참되다거나, 한 종교가 어떤 사람에게는 참일 수 있고 다른 종교에는 다른 종교가 참일 수 있다고 주장한다. 대부분의 기독교인들은 이 개념이 모순의 원리에 비추어 논리적으로 불가능하다고 생각한다. 두 개의 가장 큰 기독교 분파인 로마 가톨릭 교회와 동방 정교회는 둘 다 "하나의 참된 교회"라고 주장하며 "참된 교회 밖에는 구원이 없다"고 주장한다. 그러나 다양한 종파를 갖고 있는 개신교는 이에 관해 일관된 교리를 갖고 있지 않으며, 종교 다원주의에 관해 다양한 입장을 갖고 있다.

## 관련 문헌
- Corney, Peter, and Kevin Giles. Exclusivism and the Gospel. Kew, Vic: St. Hilary's Anglican Church, 1997. OCLC 38819137
- Dickson, Kwesi A. Uncompleted Mission: Christianity and Exclusivism. Orbis Books, 1991. ISBN 978-0-88344-751-2
- Griffiths, Paul. Problems of Religious Diversity. Exploring the Philosophy of Religion. Blackwell Publishers, 2001. ISBN 0-631-21150-0
- Küng, Hans. Christianity and the World Religions: Paths of Dialogue with Islam, Hinduism, and Buddhism. Doubleday, 1986. ISBN 978-0-385-19471-6
- Quinn, Philip, and Kevin Meeker. The Philosophical Challenge of Religious Diversity. Oxford University Press, 1999. ISBN 978-0-19-512155-1

## 같이 보기
- 스페인 이단심문소
- 달리트
- 한스 큉